# Carragosela
Carragosela is een plaats (freguesia) in de Portugese gemeente Seia en telt 403 inwoners (2001).